# Сильные духом (фильм, 1990)
«Сильные духом» — кинофильм.

## Сюжет
Мэриан Флэн, муж которой потерял работу, вынуждена вернуться в Нью-Йорк из Беверли-Хиллз. Желая привести свою квартиру в порядок и украсить её, она с мужем Рождером нанимает взбалмошную Реву Проски. После этого беды одна за другой сыплются на их головы. Вскоре же станет известно, что за ними вообще охотится некий киллер, и ради своего спасения они должны придумать, куда скрыться от него.

## В ролях
- Джинни Берлин — Кристал
- Марло Томас — Рева
- Элейн Мэй — Мэриан
- Олимпия Дукакис — Сью
- Питер Фальк — Роджер
- Мелани Гриффит — Ларин